# 中国科学技术大学研究生院
中国科学技术大学研究生院是中國科学技术大學的研究生院，於1978年成立，是中國大陆第一所研究生院。建院之初在北京，1986年时更名为中国科学技术大学研究生院（北京），同时中国科学技术大学在合肥校本部建立中国科学技术大学研究生院。中国科学技术大学研究生院（北京）在2000年改名为中国科学院研究生院，划归中国科学院直属，现为中国科学院大学。
目前，中国科学技术大学研究生院位于安徽省合肥市，在苏州和上海两地还设有两个研究院。研究生院院长由校长侯建国兼任。另外设有中国科学技术大学研究生院科学岛分院，负责中国科学院合肥物质科学研究院的研究生教育工作。

## 学位授予
中国科学技术大学研究生院共有18个一级学科博士学位授权点，98个博士点，133个硕士点以及MBA、MPA、工程硕士3个专业学位授予点。

## 科研
中国科学技术大学有2个国家实验室、1个国家重点实验室、20个院省级重点实验室，4个国家人才培养基地，2个教育部博士生创新开放基地。